# Annemarie Cox
Annemarie Cox (Roermond, Limburg, 22 de julho de 1966) é uma ex-canoísta de velocidade australiana na modalidade de canoagem.

## Carreira
Foi vencedora das medalhas de bronze em K-2 500 m em Seul 1988, junto com a sua colega de equipa Annemiek Derckx e em Atlanta 1996, junto com a sua colega de equipa Katrin Borchert.